# Калчево
Калчево е село в Югоизточна България. То се намира в община Тунджа, област Ямбол.

## География
Селото се намира в подножието на местността Бакаджиците, на 7 km източно от гр. Ямбол.
Има благоприятен климат. Равнинен терен – чернозем с висок биологично чист статус и голямо биологично разнообразие на флората и фауната.

## История
Старото име на Калчево е Митирис и е било заселено с гръцко население преди кърджалийските набези. Местоположението на селището се променя три пъти, поради болести. Селото носи името на партизанина Георги Калчев-Ламята, убит на 30 юни 1944 г. Сегашното му местоположение е от около 130 години.

## Културни и природни забележителности
- Наблизо се намира изключителната природна забележителност Бакаджика.
- В центъра на селото има църква, паметник на Георги Калчев и паметник на загиналите в антифашистката борба и във войните.

## Икономически обекти
- До селото има асфалтова база, рафинерия за биодизел, каменна кариера.
- В селото има завод за ПВЦ и алуминиева дограма, студио за грънчарска дейност, мелница, работилница за калайдисване, свинарник с 1500 прасета, ресторант.
- В Калчево има народно читалище "Светлина", което  е създадено през 1929 година

## Спорт
- ФК Спортист Калчево 1969

## Редовни събития
- Кукерски празник през първата събота и неделя на февруари.
- Почита се също Лазаровден и Цветница.
- Коледари – 24 декември вечерта (Бъдни вечер)
- Събор на 1, 2, 3, 4 юни

## Личности
- Петър Киров – български състезател по борба класически стил